# Lenques

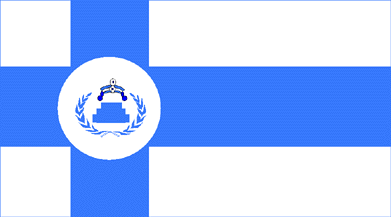
Bandera del poble lenca d'El Salvador

El poble lenca és un grup ètnic de l'àrea cultural mesoamericana lligat a la cultura maia, però que té el seu propi idioma, considerat llengua amenaçada que va ocupar part del territori d'Hondures i El Salvador des de temps precolombins.
La seva filiació amb altres idiomes està en disputa entre els lingüistes. Segons Campbell, la llengua lenca està encara sense classificar. Segons el lingüista costa-riqueny Adolfo Costenla Umaña, és un idioma amb arrels del txibtxa, però amb molta influència del nàhuatl, i de les llengües maies com yukatek i chol.

## Història

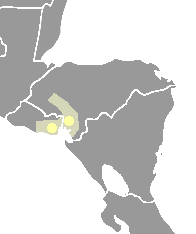
Territori hipotètic dels lenques

Des de l'època precolombina els lenques van ocupar diverses àrees del que avui dia es coneix com a Hondures i El Salvador. El jaciment arqueològic salvadorenc de Quelepa (que va ser habitat des del període preclàssic fins a inicis del postclàssic) és considerat com un lloc que va ser habitat i governat pels lenca.
Cap a principis del segle xvi cada dialecte tenia la seva pròpia confederació dividit cadascun en diversos senyorius constituïts alhora per diversos pobles. Cada poble era governat per un senyor principal que era assistit per quatre tinents que ho ajudaven en les tasques del govern i era succeït pel seu primogènit. La guerra era habitual entre els diferents senyorius i també amb poblacions parlants d'un altre idioma (com els pipils, maies, etc.) i el seu objectiu era ampliar el territori o capturar esclaus; en certs períodes de l'any feien treva els diferents senyorius lenca (aquestes treves són recordades pels lenca amb la cerimònia del Guancasco). Els lenca plebeus es dedicaven a les milpa i vivien en bordes.
Durant la conquesta espanyola només són nomenats tres lenques en els documents d'aquesta època: Mota, Entepica i Lempira. Mota va liderar als cacics lenca que van defensar dels espanyols el Cap Gracias a Dios; Entepica va ser cacic de Piraera i Senyor de Cerquín; Lempira va organitzar una guerra de resistència que va durar gairebé dotze anys i que va acabar amb la seva mort en 1537. En arribar els espanyols, la seva població amb la dels pipils i poqomams era de 116.000 a 300.000 ànimes. Altres estimacions parlen que els lenques sols eren 300.000 (anys 1520) i uns 25.000 en 1550 La rebel·lió de Lempira de 1537-1538 aconseguí armar més de 30.000 guerrers, el que indica una gran població, però alguns esmenten que la població en 1537 era d'amb prou feines 15.000 ànimes i que baixà a 8.000 dos anys després.
La presència identitària lenca més important es redueix a petites comunitats d'El Salvador que intenten preservar viva la seva llengua i cultura a través de diversos programes culturals duts a terme per associacions culturals, universitats i ajuntaments.

## Religió nativa
La religió nativa dels lenques era una religió politeista que veia la realitat des d'un punt de vista animista, creia en el nahualisme i els déus eren organitzats jeràrquicament.
La parella de déus principals eren Itanipuca (el gran pare) i Ilanguipuca (la gran mare); un altre déu lenca era Icelaca (déu lenca del temps). El xamanisme era reduït i els xamans eren en general dones. La llegenda lenca més coneguda és la llegenda de Comizahual.

## Idioma i cultura lenca
Avui és una llengua extinta, però el poble lenca d'Hondures compta amb més de 100.000 persones, i la d'El Salvador amb més de 37.000 persones. La terrisseria lenca d'Hondures es ven als Estats Units i Europa per a decoració domèstica. En tots dos països estan tractant de mantenir la seva cultura. A inicis del segle xx la població d'aquest poble era d'unes 20.000 persones. A Hondures el 1950 eren 58.000 (més 27.000 mestissats) i el 1988 20.000, segons les diverses fonts. El 1993 en aquest país n'hi havia 90.000. L'idioma va passar de ser la principal llengua d'aquest poble a ser reemplaçada totalment per l'espanyol i desaparèixer en el termini d'amb prou feines una a cinc generacions, depenent de la regió, pares i avis es van negar a transmetre-ho per ser menyspreat per la resta de la societat (a les escoles els nens eren castigats fins fa pocs anys per usar aquesta llengua).